# W
W (wymowa: wu, minuskuła: w) – dwudziesta trzecia litera alfabetu łacińskiego, dwudziesta ósma litera alfabetu polskiego. W języku polskim i niemieckim oznacza spółgłoskę [v], a w angielskim – [w].

## Kodowanie
| Znak                   | W                      | W                      | w                    | w                    |
| ---------------------- | ---------------------- | ---------------------- | -------------------- | -------------------- |
| Nazwa w Unikodzie      | Latin Capital Letter W | Latin Capital Letter W | Latin Small Letter W | Latin Small Letter W |
| Kodowanie              | dziesiątkowo           | szesnastkowo           | dziesiątkowo         | szesnastkowo         |
| Unicode                | 87                     | U+0057                 | 119                  | U+0077               |
| UTF-8                  | 87                     | 57                     | 119                  | 77                   |
| Odwołania znakowe SGML | &#87;                  | &#x0057;               | &#119;               | &#x0077;             |

## Inne reprezentacje litery W
| Sygnalizacja                            | Sygnalizacja       | Sygnalizacja | Język migowy | Język migowy | Język migowy | Alfabet Braille’a |
| flaga Międzynarodowego Kodu Sygnałowego | Alfabet semaforowy | Kod Morse’a  | francuski    | kanadyjski   | polski       | Alfabet Braille’a |
| --------------------------------------- | ------------------ | ------------ | ------------ | ------------ | ------------ | ----------------- |
|                                         |                    | Wⓘ           |              |              | i            |                   |